# Pristimantis bernali
Espèce
Synonymes
- Eleutherodactylus bernali Lynch, 1986

Statut de conservation UICN

 CR B2ab(iii) : 
En danger critique
Pristimantis bernali est une espèce d'amphibiens de la famille des Craugastoridae.

## Répartition
Cette espèce est endémique du département d'Antioquia en Colombie. Elle se rencontre dans la municipalité de Sonsón à environ 2 350 m d'altitude sur la cordillère Centrale.

## Étymologie
Cette espèce est nommée en l'honneur de Pablo Bernal.

## Publication originale
- Lynch, 1986 : New species of Eleutherodactylus of Colombia (Amphibia: Leptodactylidae). 2. Four species from the cloud forests of the western Cordilleras. Caldasia, Bogotá, vol. 15, p. 629-647 (texte intégral).